# Eulithis aurantior
Eulithis aurantior là một loài bướm đêm trong họ Geometridae.